# Траян Лялев
Траян Георгиев Лялев е български учен и юрист, професор, доктор на правните науки, доайен на правото в България. Основател и дългогодишен професор по гражданско и търговско право в ЮЗУ „Неофит Рилски“. 

## Биография
Роден е на 11 август 1930 година в Петрич в семейство на бежанци от Егейска Македония. Завършва право в Софийския университет в 1953 година. В следващата 1954 година е избран за районен съдия в околийския съд в Петрич. Завършва редовна аспирантура (докторантура) в Института за правни науки към Българската академия на науките и става доктор по право. В 1971 година става професор по гражданскоправни науки. В 70-те години на XX век специализира в Сорбоната в Париж и в Москва в Инситута за правни науки при Академията на науките на СССР. Той пръв пренася френските практики на обучение в правото в България. Създател е и първи декан на Юридическия факултет на Югозападния университет в Благоевград. Професор Траян Лялев е първият ректор на Югозападния университет след падането на комунистическия режим в България.
От 1992 година е адвокат в Адвокатската колегия - Благоевград. Автор е на повече от 100 научни публикации, включително много монографии, студиии и статии върху проблеми на гражданското право, кооперативното право, правната защита на природата и търговско право, превеждани на френски, немски и руски език.
Награждаван е трикратно с орден „Св. св. Кирил и Методий“ - златен и сребърен. Отличен е със званието „почетен професор“ на Югозападния университет. В 2010 година е отличен с почетен знак на Петрич за принос в правните науки.
Умира на 5 декември 2012 година от бъбречна недостатъчност във Военна болница в София.